# Сакская волость (Евпаторийский уезд)
Са́кская во́лость — административно-территориальная единица в составе Евпаторийского уезда Таврической губернии.
Существовала с 1860-х по 1921 год.

## История
Образована 1860-х годах, после земской реформы Александра II в основном из деревень Тулатской и Урчукской волостей. Располагалась на западе Крыма, на территории востока и юга современного Сакского и северо-запада Симферопольского районов, выходя на западе к побережью Каламитского залива.

## Население
Первые данные по населению деревень содержатся в «Списке населённых мест Таврической губернии по сведениям 1864 года», но в нём дано разделение только на полицейские станы. В результате эмиграции крымских татар, особенно массовой после Крымской войны 1853—1856 годов, в Турцию, многие деревни опустели, а затем вновь были заселены: одни крымскими татарами, другие — выходцами из внутренних губерний России, начиналась немецкая колонизация. В волости находились самые крупные поселения уезда — по «Памятной книге Таврической губернии 1889 года», составленной по результатам Х ревизии 1887 года, население волости составляло 4 831 человек всего в 28 деревнях.

## Состав и население волости на 1892 год
Следующие сведения о составе волости и численности населения содержатся в «…Памятной книжке Таврической губернии на 1892 год». К этому времени началось активное заселение степных районов крымскими немцами, то же произошло с некоторыми деревнями волости . Ко времени составления «…Памятной книжки…» население волости сократилось до 3 143 человек, а число поселений, наоборот, выросло до 30 (31). На 1892 год волость включала следующие деревни:
8 деревень были записаны, как не имеющие постоянного населения и домохозяйств:

| - Аккоз - Арап - Камбар - Карач | - Ново-Софиевка - Старый-Картмышик - Тулат - Чеботар |

Также в 1892 году в волости имелось 4 хутора: Кальпе-Эли с 5 жителями, Лезы, также с 5, Темеш-вакуф — 51 житель и Юхары-Джамин, постоянных жителей не имеющий.

## Состав и население волости на 1902 год
Земская реформа 1890-х годов в Евпаторийском уезде прошла после 1892 года, в результате волость, сохранив центр и название, изменилась территориально. Восточная часть была выделена в Камбарскую волость, некоторые северо-восточные селения отошли к Кокейской. С другой стороны в волость были переданы некоторы деревни упразднённой Чотайской волости, в результате она занимала территорию центра современного Сакского района вокруг озера Сасык. По «Памятной книжке Таврической губернии на 1902 год» включала 30 населённых пунктов (1 село, 24 деревни, 4 хутора и усадьбу) с общим населением 5 552 человека.
Кроме того, деревня Осалай записана разорённой, записаны также хутора:
- Мамуткуй — с 6 жителями,
- Озгул — с 17,
- Тегеш — с 27,
- Тюмень — 17

и усадьба Курулу-Кенегез с 10 жителями.

## Состав волости на 1915 год
Статистическому справочнику Таврической губернии. Ч.II-я. Статистический очерк, выпуск пятый Евпаторийский уезд, 1915 год, в Сакской волости Евпаторийского уезда числилось 76 селений с населением в количестве 7199 человек приписных жителей и 3163 — «посторонних»; на 1915 год числились 2 села Башмак (вакуф) (106 приписных жителей) и Саки-Александровка (1914 человек приписных жителей и 31 — «посторонних») и 30 деревень:

| - Айдаргазы — 9/91 чел. - Башмак — 7/71 чел. - Бешуй-Эли — 28/97 чел. - Биюк-Актачи — 107/54 чел. - Богай — 696/0 чел. - Болечик — 7/37 чел. - 2 деревни Джага-Кущи — 16/24 чел. - Джалгак (вакуф) — 21/0 чел. - Ивановка — 701/10 чел. - Кангил — 55/60 чел. | - Карагурт — 44/107 чел. - Карагурт (вакуф) — 0/150 чел. - Котур (вакуф) — 10/50 чел. - Котур (Оберова) — 0/47 чел. - Котур (Танагоза) — 0/57 чел. - Курулу-Кенегез — 0/7 чел. - Курулу-Кипчак — 11/101 чел. - Мамуткуй — 0/36 чел. - Михайловка — 1286/53 чел. - Ново-Дмитриевка — 174/0 чел. - Ново-Чеботары — 10/31 чел. | - Новый Карагурт — 0/41 чел. - Отеш — 65/37 чел. - Темеш — 308/82 чел. - Тузлы — 58/14 чел. - Тюмень (вакуф) — 52/41 чел. - 2 деревни Тюп-Мамай — 133/14 чел. - Чеботары-Нечаевка — 83/0 чел. - Чеботары Старые — 8/15 чел. - Шибань — 19/28 чел. |

Также числились 6 посёлков Орта-Мамай — от № 1-й до № 6-й, из которых до наших дней сохранились Орта-Мамай № 4, Орта-Мамай № 5 и Орта-Мамай №6, слобода Пересыпь, 3 хутора — Тегеш греческий, Тегеш немецкий и Тегеш татарский, экономии Айдар, Башмак, Котур, Курулу-Кенегез, Курулу-Кипчак, Матрёновка, Ново-Николаевка, Новые Чеботары, Озгул, Тегеш Шишмана, имения Болечик, Джолчак (или Николаевка), Тюмень (Гибора) и Тюмень (Гольца), казарма лесничества Кара-Тобе, 3 соляных промысла и участки соляных промыслов с № 3 по № 21 и каменоломня Шишмана. Волостная система была упразднена постановленем Крымревкома от 8 января 1921 года № 206 «Об изменении административных границ».